# Humanz
Humanz — пятый студийный альбом виртуальной группы Gorillaz, выход которого состоялся 28 апреля 2017 года. В записи альбома приняли участие многие артисты, в том числе Грейс Джонс, Винс Стейплс, De La Soul, Дэнни Браун, Pusha T и другие. 23 марта 2017 года группа представила сразу 4 клипа из нового альбома на портале YouTube.

## Список композиций
| №                   | Название                                                      | Автор(ы) | Длительность |
| ------------------- | ------------------------------------------------------------- | --- | ------------ |
| 1.                  | «Intro: I Switched My Robot Off»                              | Damon Albarn | 0:23         |
| 2.                  | «Ascension» (featuring Vince Staples)                         | Albarn Vincent Staples                                                                                          | 2:36         |
| 3.                  | «Strobelite» (featuring Peven Everett)                        | Albarn Peven Everett                                                                                            | 4:32         |
| 4.                  | «Saturnz Barz» (featuring Popcaan)                            | Albarn Andrae Sutherland                                                                                        | 3:01         |
| 5.                  | «Momentz» (featuring De La Soul)                              | Albarn David Jolicoeur Vincent Mason Kelvin Mercer Jean-Michel Jarre                                            | 3:16         |
| 6.                  | «Interlude: The Non-Conformist Oath»                          | Albarn Stephen Martin                                                                                           | 0:21         |
| 7.                  | «Submission» (featuring Danny Brown and Kelela)               | Albarn Graham Coxon Kelela Mizanekristos Daniel Sewell Jose Gomez Francis Nicholls Jamie Principle Mark Trollan | 3:21         |
| 8.                  | «Charger» (featuring Grace Jones)                             | Albarn Grace Jones                                                                                              | 3:33         |
| 9.                  | «Interlude: Elevator Going Up»                                | Albarn | 0:04         |
| 10.                 | «Andromeda» (featuring D.R.A.M.)                              | Albarn Shelley Massenburg-Smith                                                                                 | 3:17         |
| 11.                 | «Busted and Blue»                                             | Albarn | 4:37         |
| 12.                 | «Interlude: Talk Radio»                                       | Albarn | 0:19         |
| 13.                 | «Carnival» (featuring Anthony Hamilton)                       | Albarn Anthony Hamilton                                                                                         | 2:15         |
| 14.                 | «Let Me Out» (featuring Mavis Staples and Pusha T)            | Albarn Terrence Thornton                                                                                        | 2:55         |
| 15.                 | «Interlude: Penthouse»                                        | Albarn | 0:11         |
| 16.                 | «Sex Murder Party» (featuring Jamie Principle and Zebra Katz) | Albarn Ojay Morgan Principle                                                                                    | 4:19         |
| 17.                 | «She's My Collar» (featuring Kali Uchis)                      | Albarn Karly Loaiza                                                                                             | 3:29         |
| 18.                 | «Interlude: The Elephant»                                     | Albarn | 0:11         |
| 19.                 | «Hallelujah Money» (совместно с Бенджамином Клементином)      | Albarn Бенджамин Клементин                                                                                      | 4:23         |
| 20.                 | «We Got the Power» (featuring Jehnny Beth)                    | Albarn Jehnny Beth Noel Gallagher Jean-Michel Jarre                                                             | 2:17         |
| Общая длительность: | Общая длительность:                                           | Общая длительность:                                                                                             | 49:19        |

| №                   | Название                                                            | Автор(ы)                                                               | Длительность |
| ------------------- | ------------------------------------------------------------------- | ---------------------------------------------------------------------- | ------------ |
| 21.                 | «Interlude: New World»                                              | Albarn                                                                 | 1:23         |
| 22.                 | «The Apprentice» (featuring Rag’n’Bone Man, Zebra Katz and Ray BLK) | Albarn Rory Graham Morgan Rita Ekwere Fraser Thorneycroft-Smith        | 3:55         |
| 23.                 | «Halfway to the Halfway House» (featuring Peven Everett)            | Albarn Everett Jean-Michel Jarre                                       | 3:57         |
| 24.                 | «Out of Body» (featuring Kilo Kish, Zebra Katz and Imani Vonshà)    | Albarn Latisha Kimberley Robinson Morgan Imani Vonshà                  | 3:44         |
| 25.                 | «Ticker Tape» (featuring Carly Simon and Kali Uchis)                | Albarn Sydney Gussine Carly Elizabeth Simon Cheick Tidiane Seck Loaiza | 4:28         |
| 26.                 | «Circle of Friendz» (featuring Brandon Markell Holmes)              | Albarn                                                                 | 2:09         |
| Общая длительность: | Общая длительность:                                                 | Общая длительность:                                                    | 68:55        |

## Критика
Humanz получил преимущественно положительные отзывы от критиков. На сайте Metacritic, присваивающем усреднённые оценки по 100-балльной шкале по отзывам популярных изданий, альбом получил среднюю оценку 77 на основе 30 отзывов.
Многие обозреватели похвалили политический тон альбома, а также его мрачное и в то же время озорное «вечериночное» звучание. В статье для журнала Clash Джош Грей пишет, что «это самый энергичный альбом группы и мощная пластинка, которая рисует ближайшее будущее настолько живо, что оно кажется совершенно реальным». Обозреватель журнала Paste Кеннет Партридж выставил альбому оценку 8,5 и отметил: «Результат: самый динамичный и ни на секунду не отпускающий альбом в истории Gorillaz». Кэм Линдси из Exclaim! утверждает, что «всеобъемлющие политические темы и их секвенирование, придают альбому дико развлекательное ощущение циркового шоу». Стивен Томас Эрлевайн из AllMusic дал альбому 4 звезды из 5 (позже он снизил оценку до 3,5) и заявил, что считает его более диким и неуправляемым, чем альбом группы Plastic Beach 2010 года, из-за большего внимания к отдельным трекам, чем к общей концепции. Он также отметил, что, несмотря на очень тяжелую атмосферу R&B и политическую подоплеку, он чувствовал, что альбом в целом был «на удивление воодушевляющим, как будто каждый музыкант, входящий в студию, находил утешение в творчестве». Алексис Петридис из The Guardian поставил 4 звезды из 5 и назвал альбом «сборником разрозненных треков». Уилл Гермес из Rolling Stone написал: «Мультяшная поп-группа Дэймона Албарна приглашает гостей из разных слоев поп-музыки, чтобы еще раз доказать, почему они — самый интересный рэп-рок кроссовер за всю историю».
Рецензент Timetorock.ru был менее воодушевлён: «Размытые представления Албарна о социальной пассивности и антиутопии сейчас мало чем отличаются от того, что мы слышали на дебютной пластинке. Это „фигура фикции“, излюбленный приём Гоголя, когда сказано много, но фактически не сказано ничего. <…> Гости приходят и уходят, но венценосный зверинец Албарна в виде электрооборудования остаётся первопричиной. Самый мощный и проникновенный момент „Humanz“ случается, когда люди вообще исчезают, и он остается в одиночестве с печальным напевом „Busted and Blue“ — песней, которая могла оказаться на альбоме Blur».